# Emily Stevens
Pour les articles homonymes, voir Stevens.
Emily Stevens (née le 27 février 1883 à New York et morte le 2 janvier 1928 dans la même ville) est une actrice américaine de théâtre et de cinéma, ayant joué dans des pièces de Broadway au cours des trois premières décennies du XXe siècle, avant de poursuivre sa carrière dans le cinéma muet.

## Filmographie
- 1915 : Cora d'Edwin Carewe

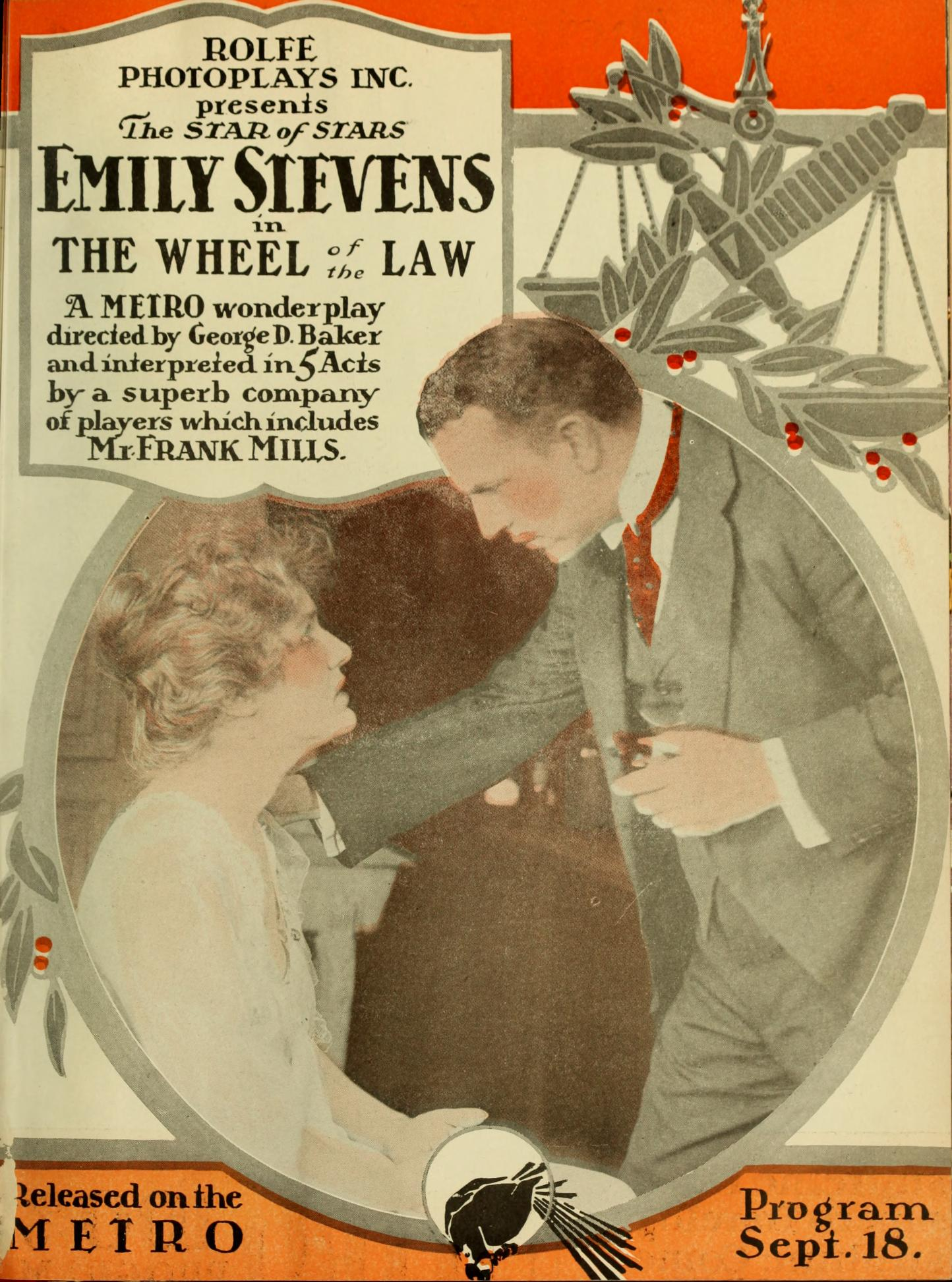
The Wheel of the Law (1916)

- 1915 : Destiny: Or, The Soul of a Woman (en) d'Edwin Carewe[2]
- 1915 : The House of Tears (en) d'Edwin Carewe
- 1916 : The Wheel of the Law (en) de George D. Baker
- 1916 : The Wager de George D. Baker
- 1917 : The Slacker de Christy Cabanne
- 1917 : A Sleeping Memory (en) de George D. Baker
- 1917 : Outwitted (en) de George D. Baker
- 1917 : Alias Mrs. Jessop (en) de Will S. Davis
- 1918 : Réconciliation d'Albert Capellani
- 1918 : A Man's World (en) d'Herbert Blaché
- 1918 : Kildare of Storm (en) d'Harry L. Franklin (en)
- 1918 : Building for Democracy
- 1920 : The Sacred Flame
- 1920 : The Place of Honeymoons (en) de Kenean Buel